# دالة جبرية

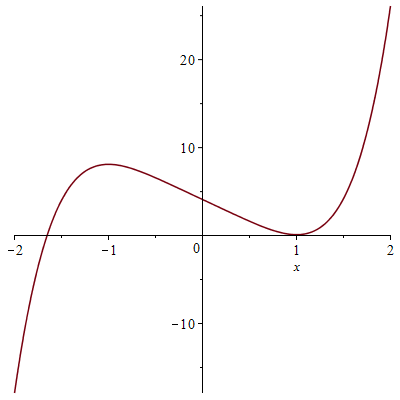
إحدى أنواع الدوال الجبرية

في الرياضيات، دالة جبرية (بالإنجليزية: Algebraic Function) هي كل دالة، يكفي لحساب كل قيمها، إجراء عملية أو أكثر على متغيرها من العمليات الجبرية الخمسة وهي الجمع والطرح والضرب والقسمة واستخراج الجذر.
{\displaystyle f(x)=1/x,f(x)={\sqrt {x}},f(x)={\frac {\sqrt {1+x^{3}}}{x^{3/7}-{\sqrt {7}}x^{1/3}}}}
هي أمثلة أساسية عن الدوال الجبرية.
وهذه أهم الدوال الجبرية:
- الدوال الإبتدائية
- دوال كثيرة الحدود
- دالة القياس
- دالة الصحيح
- الدالة النسبية
- دالة الجذر التربيعي

## التاريخ
قد يعود مفهوم الدوال الجبرية إلى عالمي الرياضيات رينيه ديكارت وإدوارد ويرينغ.